# Heartbreak Weather
Heartbreak Weather é o segundo álbum de estúdio do cantor e compositor irlandês Niall Horan. Foi lançado pela Capitol Records em 13 de março de 2020. O disco foi desenvolvido e gravado entre 2018 e 2020, onde Horan contou com a ajuda de Teddy Geiger, Tobias Jesso Jr., Greg Kurstin entre outros. O álbum foi precedido pelos singles: "Nice to Meet Ya", "Put a Little Love on Me", "No Judgement" e "Black and White".
Heartbreak Weather recebeu críticas positivas dos críticos de música. O álbum estreou em quarto lugar na Billboard 200 e número um na UK Albums Chart.

## Antecedentes
Horan anunciou o álbum em 7 de fevereiro de 2020, juntamente com o lançamento do terceiro single "No Judgement", e afirmou em um comunicado à imprensa que, com o álbum, ele queria "contar a história que estava na minha cabeça, espero levar as pessoas para a pista de contar histórias" uma lista de faixas do álbum. [...] eu queria escrever músicas de lados diferentes ou de alguém que estivesse olhando".

## Promoções

### Singles
"Nice to Meet Ya" foi lançada como primeiro single do álbum em 4 de outubro de 2019. A música foi promovida com muitas apresentações ao vivo, incluindo no MTV Europe Music Awards de 2019, Saturday Night Live e no The Late Late Show with James Corden. No videoclipe, ele mencionou Heartbreak Weather em um pôster, em 1:15. O videoclipe foi dirigido por The Young Astronauts, que foi lançado junto com a música. A música entrou em muitas paradas oficiais em todo o mundo, incluindo o número 7 na Irish Singles Chart, 22 na UK Singles Chart e 62 na Billboard Hot 100.
O segundo single, "Put a Little Love on Me" foi lançado em 6 de dezembro de 2019. A música entrou na Scottish Singles Charts e na Irish Singles Chart no número 32 e 38, respectivamente. A música recebeu um videoclipe que acompanhou seu lançamento e foi dirigido por Cameron Busby.
"No Judgement" foi lançada em 7 de fevereiro de 2020 como o terceiro single do álbum. A música foi comparada ao single de Horan de 2017, "Slow Hands". A música entrou na parada Billboard Hot 100 e na UK Singles, alcançando o número 97 e 32, respectivamente. O videoclipe da música foi lançado ao lado da música e foi dirigido por Drew Kirsch. A música também recebeu um remix de Steve Void e uma versão acústica. "Black and White" foi lançada em 21 de abril de 2020 como o quarto single do álbum.

### Turnê
Horan anunciou oficialmente o Nice to Meet Ya Tour em outubro de 2019. A turnê estava programada para percorrer a América do Norte, Oceania, Europa e América Latina entre abril e dezembro de 2020. Em 3 de abril de 2020, Horan anunciou que a turnê foi cancelada devido à pandemia de coronavírus. Ele afirmou que pretende fazer uma turnê em 2021, "quando a crise acabar". Portanto, nenhuma data remarcada foi anunciada. Lewis Capaldi, Fletcher e Maisie Peters devem abrir os shows.

## Análise da crítica
| Críticas profissionais | Críticas profissionais |
| Pontuações agregadas   | Pontuações agregadas   |
| Fonte                  | Avaliação              |
| ---------------------- | ---------------------- |
| Metacritic             | 65/100                 |
| Avaliações da crítica  |                        |
| Fonte                  | Avaliação              |
| AllMusic               | [ 27 ]                 |
| The Independent        | [ 28 ]                 |
| NME                    | [ 29 ]                 |
| The Telegraph          | [ 30 ]                 |
| The Times              | [ 31 ]                 |

Em geral, Heartbreak Weather recebeu críticas positivas dos críticos de música. No Metacritic, que atribui uma classificação normalizada de 100 a críticas de publicações populares, o álbum recebeu uma pontuação média ponderada de 65, com base em 5 críticas.

## Lista de faixas
Lista de faixas adaptadas do Apple Music.
| N.º            | Título                    | Compositor(es)                                                    | Produtor(es)                | Duração |  |
| 1.             | "Heartbreak Weather"      | Niall Horan Julian Bunetta Jamie Scott John Ryan                  | J. Bunetta                  | 3:20    |  |
| 2.             | "Black and White"         | N. Horan J. Bunetta Teddy Geiger Alexander Izquierdo Scott Harris | J. Bunetta T. Geiger        | 3:13    |  |
| 3.             | "Dear Patience"           | N. Horan J. Ryan J. Bunetta S. Harris T. Geiger                   | Afterhrs J. Ryan            | 3:14    |  |
| 4.             | "Bend The Rules"          | N. Horan J. Bunetta J. Ryan Tobias Jesso Jr.                      | J. Bunetta                  | 3:54    |  |
| 5.             | "Small Talk"              | N. Horan Daniel Bryer H. Scott Noah Conrad Mike Needle            | D. Bryer H. Scott N. Conrad | 3:17    |  |
| 6.             | "Nice to Meet Ya"         | N. Horan J. Bunetta Ruth-Anne Cunningham Jesso Jr.                | J. Bunetta                  | 2:38    |  |
| 7.             | "Put a Little Love on Me" | N. Horan Bryer J. Scott M. Needle                                 | J. Scott Bryer              | 3:44    |  |
| 8.             | "Arms of a Stranger"      | N. Horan J. Scott Bryer Needle                                    | Greg Kurstin                | 2:40    |  |
| 9.             | "Everywhere"              | N. Horan Ryan Bunetta Harris Izquierdo                            | Ryan                        | 2:48    |  |
| 10.            | "Cross Your Mind"         | N. Horan Ryan Geiger Izquierdo Harris                             | Ryan Geiger                 | 3:48    |  |
| 11.            | "New Angel"               | N. Horan Greg Kurstin Maureen "Mozella" McDonald Amy Allen        | Kurstin                     | 3:09    |  |
| 12.            | "No Judgement"            | N. Horan Bunetta Jesso Jr. Izquierdo Ryan                         | Bunetta Jesso Jr.           | 2:56    |  |
| 13.            | "San Francisco"           | N. Horan Bunetta Cunningham Jesso Jr.                             | Bunetta Geiger Jesso Jr.    | 3:12    |  |
| 14.            | "Still"                   | N. Horan Bryer Scott M. Needle                                    | Bryer Scott                 | 4:11    |  |
| Duração total: | Duração total:            | Duração total:                                                    | Duração total:              | 46:04   |  |

| Faixas bônus da edição japonesa e da Target |                |                              |                                |         |  |
| N.º                                         | Título         | Compositor(es)               | Produtor(es)                   | Duração |  |
| 15.                                         | "Dress"        | Horan Kurstin Julia Michaels | Kurstin                        | 3:26    |  |
| 16.                                         | "Nothing"      | Horan Bunetta Ryan Jesso Jr. | Bunetta Jesso Jr. Jeff Gunnell | 2:45    |  |
| Duração total:                              | Duração total: | Duração total:               | Duração total:                 | 52:15   |  |

## Desempenho comercial
Heartbreak Weather estreou no topo da Irish Albums Chart e da UK Albums Chart. Também estreou no número quatro na Billboard 200 dos EUA com 59.000 unidades, incluindo 42.000 de vendas puras.

### Tabelas semanais
| Tabela musical (2020)               | Melhor posição |
| ----------------------------------- | -------------- |
| Alemanha (GfK Entertainment Charts) | 5              |
| Austrália (ARIA)                    | 2              |
| Áustria (Ö3 Austria Top 40)         | 3              |
| Bélgica (Ultratop de Flandres)      | 4              |
| Bélgica (Ultratop de Valônia)       | 24             |
| Canadá (Billboard Canadian Albums)  | 6              |
| Chéquia (ČNS IFPI)                  | 32             |
| Dinamarca (Hitlisten)               | 14             |
| Escócia (Scottish Albums Chart)     | 3              |
| Estados Unidos (Billboard 200)      | 4              |
| Estónia (Eesti Tipp-40)             | 4              |
| Finlândia (IFPI)                    | 15             |
| Espanha (PROMUSICAE)                | 4              |
| França (SNEP)                       | 73             |
| Irlanda (Irish Albums Chart)        | 1              |
| Itália (FIMI)                       | 32             |
| Japão (Oricon)                      | 87             |
| México (AMPROFON)                   | 1              |
| Noruega (VG-lista)                  | 8              |
| Nova Zelândia (Recorded Music NZ)   | 4              |
| Países Baixos (MegaCharts)          | 4              |
| Polónia (ZPAV)                      | 7              |
| Portugal (AFP)                      | 4              |
| Reino Unido (UK Albums Chart)       | 1              |
| Suécia (Sverigetopplistan)          | 21             |
| Suíça (Schweizer Hitparade)         | 10             |

## Histórico de lançamento
| País   | Data                | Formato(s)                                   | Gravadora             | Ref.                        |
| ------ | ------------------- | -------------------------------------------- | --------------------- | --------------------------- |
| Vários | 13 de março de 2020 | CD download digital disco de vinil streaming | Neon Haze Capitol SBK | [ 64 ] [ 32 ] [ 65 ] [ 66 ] |